# Inter Club Brazzaville
Inter Club Brazzaville är en sportklubb från Brazzaville, Kongo-Brazzaville. Klubben grundades 1967. Klubben har aktivitet i flera sporter. Fotbollslaget har vunnit Ligue 1 två gånger och spelar på Stade Alphonse Massemba-Débat, en av Kongo-Brazavilles två nationalarenor. Basketlaget har fostrat flera framgångsrika spelare, som Serge Ibaka. Dess volleybollag har deltagit i Men's African Club Championship (tia som bäst) respektive Women's African Club Championship (fyra som bäst).